# Jonathan Rotem
Jonathan Reuven Rotem, född 1975 i Johannesburg, Sydafrika är en amerikansk musikproducent. Han har gjort låtar till bland annat Vanessa Hudgens, Britney Spears, Evan "Kidd" Bogart, Fabolous, Ashley Tisdale, Sean Kingston, Zach Katz, Lindsay Lohan och The Game.